# Passager clandestin
Pour les articles homonymes, voir Passager clandestin (homonymie) et clandestin.
Un passager clandestin est un « passager embarqué en cachette, sans autorisation ni titre de transport », d'après le dictionnaire Le Robert.
Le concept n'est pas nouveau; dans la littérature francophone, ce personnage apparaît par exemple dans les Fables nouvelles, dediées av roi d'Antoine Houdar de la Motte (1719), sous les termes de « voyageur clandestin »[source insuffisante].
La réglementation du roi d'Espagne et des Indes, Ferdinand VI, interdit déjà en 1748 les clandestins alors appelés polissons.[réf. nécessaire]

## Histoire

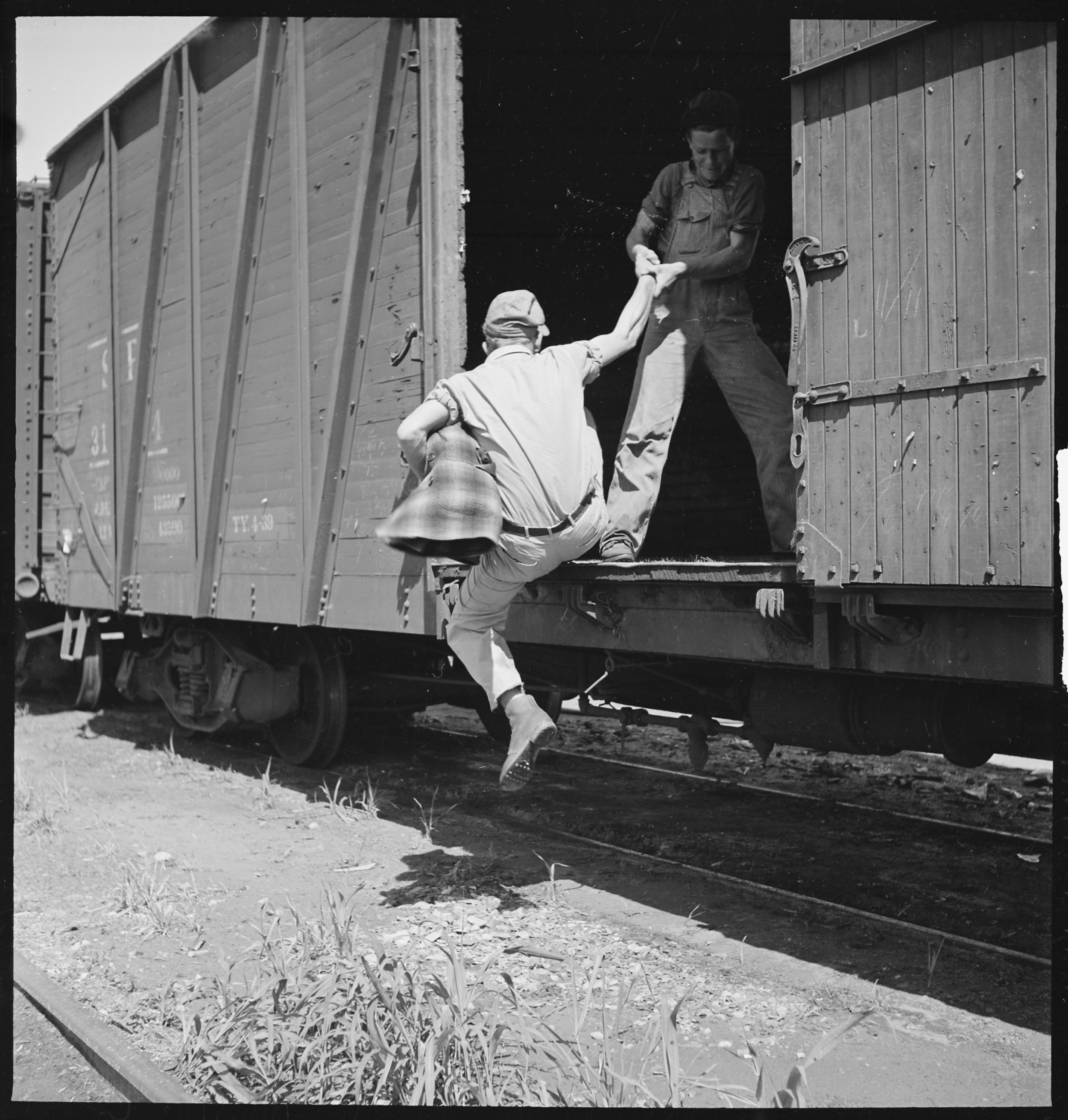
Montée dans un wagon de marchandise près de Bakersfield (Californie) (photo de Rondal Partridge pour la NARA, 1940).

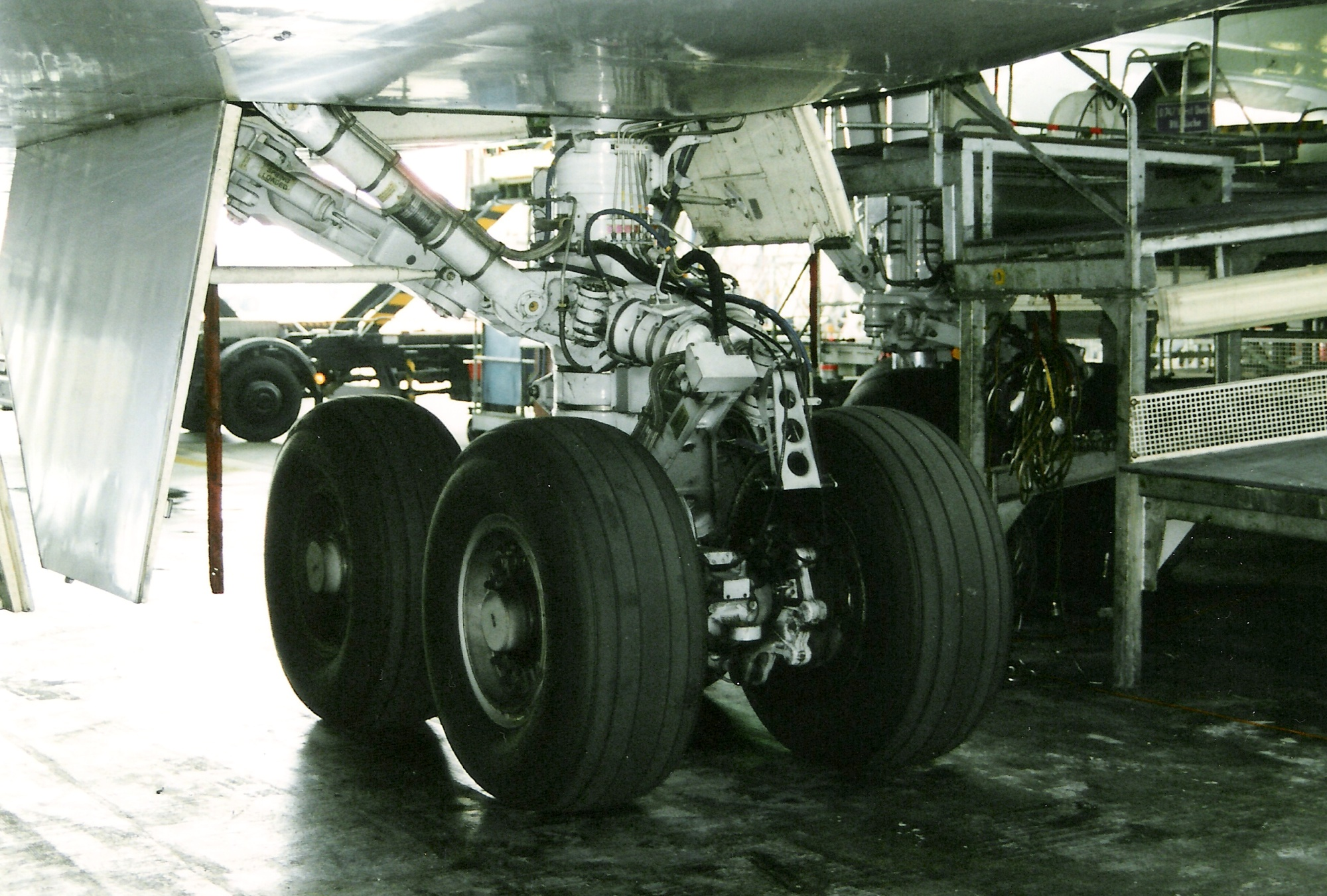
De nos jours, des personnes tentent parfois de voyager clandestinement dans les trains d'atterrissage, malgré le froid extrême (ici un Boeing 747).

En France, une loi du 30 mai 1923 définit le délit d’embarquement : il consiste à s’introduire frauduleusement dans un navire pour accomplir une traversée sans conclure de contrat de transport et payer le prix du passage.
Le premier passager devenu célèbre pour avoir voyagé clandestinement dans un avion est l'Américain Arthur Schreiber, transporté par l'Oiseau Canari lors de la première traversée française de l'Atlantique Nord les 13 et 14 juin 1929.
En 1957, la Convention de Bruxelles sur les passagers clandestins du 10 octobre 1957 donne la définition donnée en droit international suivante, dans son article premier :

« Le passager clandestin désigne « Une personne qui, en un port quelconque ou en un lieu en sa proximité, se dissimule dans un navire sans le consentement du propriétaire du navire ou du capitaine ou de toute autre personne ayant la responsabilité du navire et qui est à bord après que le navire a quitté ce port ou lieu ». »

## Risques
L'activité de voyage clandestine présente inévitablement un risque (par exemple un passager clandestin caché dans un train d’atterrissage risque de se retrouver en hypothermie, voire d'être tué par le froid).

## Extension du sens en économie et en sociologie
En économie et en sociologie, le terme « Passager clandestin » est cité pour qualifier une personne qui, sans payer le coût afférent à une prestation, en bénéficie néanmoins.